# Természetfilozófia
A természetfilozófia a régi filozófiai gondolkodás egyik fő területe, melynek tárgya a természet egésze; kísérlet egy eleve spekulatív úton megalkotott filozófiai rendszer alapján a természetről alkotott ismeretek lezárt rendezésére.

## Történet
Az ókorban keletkezett, amikor a természettudományok még nem váltak el a filozófiától. Az ókori természetfilozófusok a természet ösztönös dialektikus és materialista szemlélete alapján, sokszor fantasztikus feltételezések mellett, zseniális megsejtésekhez jutottak (pl. ókori atomisztika).
A reneszánsz idején az olasz Bernardino Telesio és Giordano Bruno felfogásában csúcsosodott kiː érdeme a természeti erők anyagi egységének, a világ végtelenségének hangsúlyozása, de egészében még mindig a közvetlen természetszemlélet és a naiv dialektika alapján. A reneszánsz természetfilozófia jellegzetes formája volt a panteizmus.
A természettudományban akkor legfejlettebb mechanika filozófiai hatása a 17. században Francis Bacon és René Descartes természetfilozófiájában öltött testet. A német természetfilozófia idealista alapon zseniális dialektikus gondolatokat vetett fel (pl. I. Kant kozmogóniai hipotézise, Hegel elmélete a mozgásformák egymásba való átmeneteléről stb.).
A tudományok specializálódásával, valamint a dialektikus materializmus létrejöttével megszűnt a természetfilozófia létjogosultsága.
A természetfilozófia idealista irányzatai azonban napjainkban is tovább élnekː a kreacionizmus, a preformizmus  és az energetizmus  elméleteiben.